# Yazdgard III
Yazdgard III, riportato anche nelle versioni Yazdegerd III o Yazdgird III (in medio persiano 𐭩𐭦𐭣𐭪𐭥𐭲𐭩) (Istakhr, 624 – Merv, 651), è stato un sovrano persiano e ultimo scià dell'impero sasanide, attivo dal 632 al 651.
Figlio di Shahriyar e nipote di Cosroe II, salì al trono già all'età di otto anni, ma il giovane re non godeva dell'autorità necessario e regnò solo de iure. Il vero potere rimase infatti nelle mani dei comandanti dell'esercito, dei cortigiani e dei potenti membri dell'aristocrazia, impegnati in guerre intestine da alcuni anni. L'impero sasanide fu gravemente indebolito da questi conflitti interni, che portarono alle invasioni dei Göktürk da est e dei Cazari da ovest. Furono tuttavia gli Arabi, uniti sotto la bandiera dell'Islam, a infliggere il colpo decisivo; Yazdgard non riuscì a contenere l'invasione araba della Persia e trascorse la maggior parte del suo regno fuggendo da una provincia all'altra, nella vana speranza di radunare un esercito per contrastare il potente nemico. Secondo una leggenda, Yazdgard conobbe la sua fine per mano di un mugnaio vicino a Merv nel 651, con la sua morte che segnò la definitiva dissoluzione dell'ultimo impero di epoca pre-islamica attivo nell'odierno Iran dopo oltre 400 anni di esistenza.

## Nome
Il nome di Yazdgard è una combinazione del termine antico iranico yazad / yazata (essere divino) e -karta (fatto) – "fatto da Dio", paragonabile all'iranico medievale Bagkart e al greco Theoktistos. È conosciuto in altre lingue come Yazdekert (pahlavi); Yazd[e]gerd (persiano moderno); Yazdegerd, Izdegerd e Yazdeger (siriaco); Yazkert (armeno); Izdeger e Azger (nel Talmud); Yazdeijerd (arabo) e Isdigerdes (greco).

## Biografia

### Origini
Yazdgard era figlio del principe Shahriyar e nipote dell'ultimo scià di spicco nella storia dell'impero sasanide, Cosroe II (regnante dal 590 al 628), che era stato rovesciato e giustiziato nel 628 da suo figlio Kavad II. Quest'ultimo fece poi giustiziare tutti i suoi fratelli e fratellastri, incluso Shahriyar. Tale politica repressiva assestò un duro colpo all'impero, dal quale non si sarebbe mai ripreso. Inoltre, la caduta di Cosroe II culminò anche in una guerra civile che durò dal 628 al 632, durante la quale i membri più potenti della nobiltà che ottennero la piena autonomia e iniziarono a costituire un proprio governo. Nel frattempo si acuì l'ostilità tra i membri dell'élite persiana (Parsig) e i discendenti di famiglie di epoca partica (Pahlav), i quali compromisero l'economia del paese e accrebbero l'instabilità interna. Pochi mesi dopo, una devastante epidemia si diffuse e dilagò nelle province sasanidi occidentali, uccidendo metà della sua popolazione, incluso Kavad II.
Gli successe suo figlio, che all'epoca aveva otto anni, Ardashir III, il quale morì due anni per mano dell'illustre generale sasanide Shahrbaraz, a sua volta trucidato quaranta giorni dopo durante un golpe ordito dal principale esponente della fazione dei Pahlav, Farrukh Ormisda, e finalizzato a facilitare l'ascesa di Boran. La regina fu deposta un anno dopo e le subentrò una vasta serie di governanti, fino a quando Boran tornò di nuovo al potere nel 631, venendo però uccisa l'anno successivo con la probabile complicità del principale esponente dei Parsig, Piruz Cosroe. Gli aristocratici più potenti dell'impero, Rostam Farrokhzād e Piruz Cosroe, minacciati dai loro stessi uomini, alla fine accettarono di collaborare e insediarono di comune accordo Yazdgard III sul trono, ponendo così fine alla guerra civile. Il sovrano fu incoronato, all'età di otto anni, nel tempio del fuoco di Anahita a Istakhr, dove Yazdgard aveva trovato rifugio durante la guerra civile. Il tempio fu lo stesso in cui il primo scià sasanide Ardashir I (r. 224-242) era stato incoronato, circostanza che lascia intendere come si sperava che con l'incoronazione del nuovo monarca l'impero tornasse a prosperare. Al contrario, fu uno degli ultimi membri della dinastia sasanide conosciuti e la maggior parte degli studiosi concorda che Yazdgard aveva otto anni alla sua incoronazione.

### Regno

#### Condizioni dell'impero

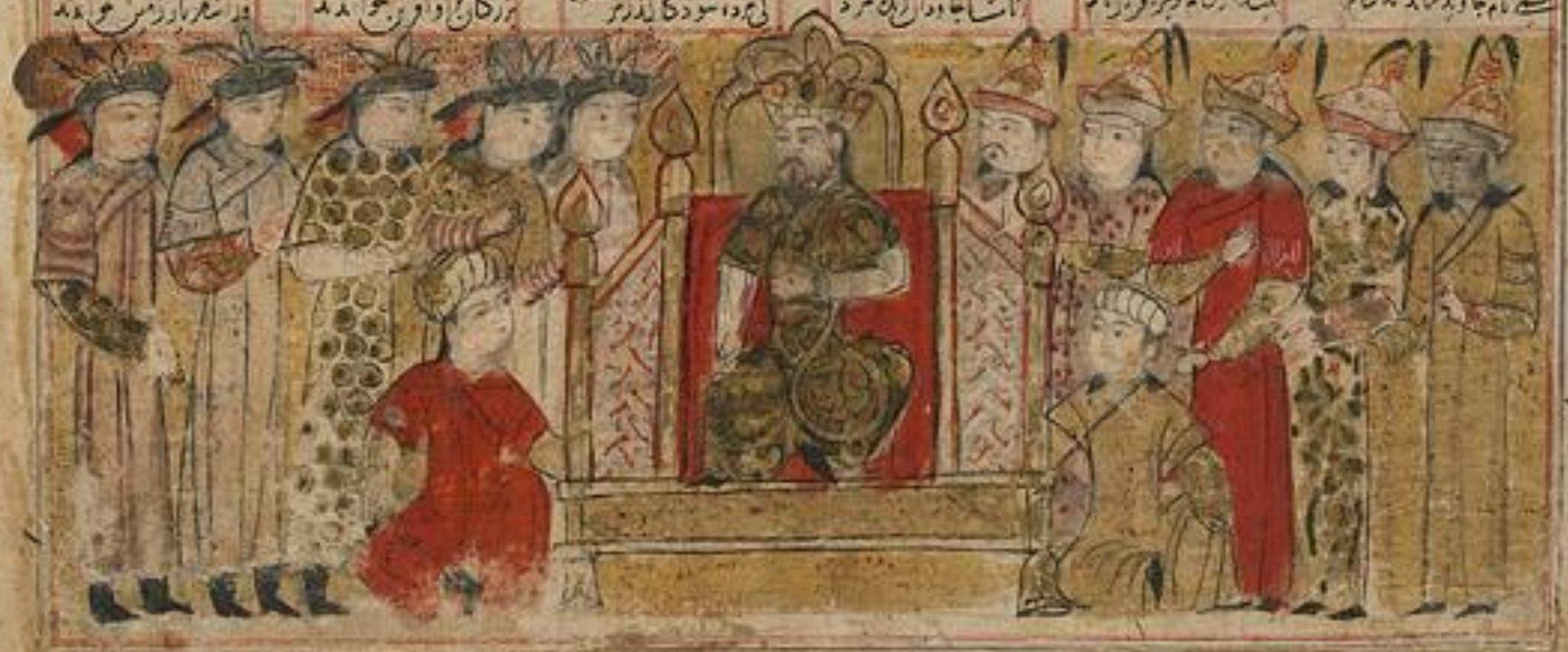
Illustrazione tratta dallo Shāh-Nāmeh del XIV secolo dell'incoronazione di Yazdgard III, erroneamente raffigurato in età adulta

Yazdgard, in virtù della sua giovane età, non aveva l'autorità necessaria per portare stabilità al suo vasto impero, che stava rapidamente cadendo a pezzi a causa degli incessanti conflitti interni tra i comandanti dell'esercito, oltre che tra i membri della corte e gli aristocratici, tutti assorti in futili lotte intestine. Molti dei governatori dell'impero avevano proclamato la propria autonomia e si erano ritagliati un dominio indipendente in territorio sasanide. I governatori delle province del Mazun (odierno Oman costiero) e dello Yemen avevano effettuato un simile processo durante la guerra civile del 628-632, provocando così la disintegrazione del dominio sasanide nella penisola araba, che si stava unendo sotto la bandiera dell'Islam. L'iranologo Khodadad Rezakhani ha sostenuto che i sasanidi avevano molto probabilmente perso gran parte dei loro possedimenti dopo l'esecuzione di Cosroe II nel 628.
L'impero stava assumendo una fisionomia più simile al sistema feudale attivo tra i Parti prima della caduta dell'impero arsacide. Yazdgard, sebbene fosse riconosciuto come il legittimo monarca da entrambe le fazioni dei Parsig e Pahlav, non esercitò verosimilmente la sua autorità su ogni angolo del suo impero. Una simile deduzione si scopre sulla base delle monete emesse nei primi anni del suo mandato, le quali sono state rinvenute solo in Fars, Sakastan e Khūzestān, corrispondente approssimativamente alle regioni del sud-ovest (Xwarwarān) e del sud-est (Nēmrōz), dove avevano sede i Parsig. I Pahlav, che invece risiedevano principalmente nella parte settentrionale dell'impero, si rifiutarono di coniare delle monete durante quel frangente storico. Anche nel sud il governo di Yazdgard non poteva dirsi garantito; un pretendente al trono sasanide, Cosroe IV, coniò delle proprie monete a Susa, in Khūzestān, dall'inizio degli anni 630 al 636. Secondo Rezakhani, Yazdgard non era probabilmente nemmeno più in grado di controllare la Mesopotamia, inclusa la capitale Ctesifonte. Ciò si dovette, secondo lo storico, al fatto che gli aristocratici a lui ostili e la popolazione di Ctesifonte «non sembravano molto desiderosi di portare Yazdgard nella capitale».
L'impero fu nella stessa epoca invaso da ogni fronte, con le tribù dei Göktürk che imperversarono a est, mentre i Cazari a ovest si erano spinti sia in Armenia sia in Adurbadagan. L'esercito sasanide era stato decisamente indebolito dalla guerra con i bizantini del 602-628 e dal logorante conflitto interno degli anni successivi. Le circostanze apparivano così caotiche e le condizioni del paese così difficili che «i persiani parlarono apertamente dell'imminente caduta del loro impero e ne intravidero i presagi nelle calamità naturali».

#### Primo scontro con gli Arabi

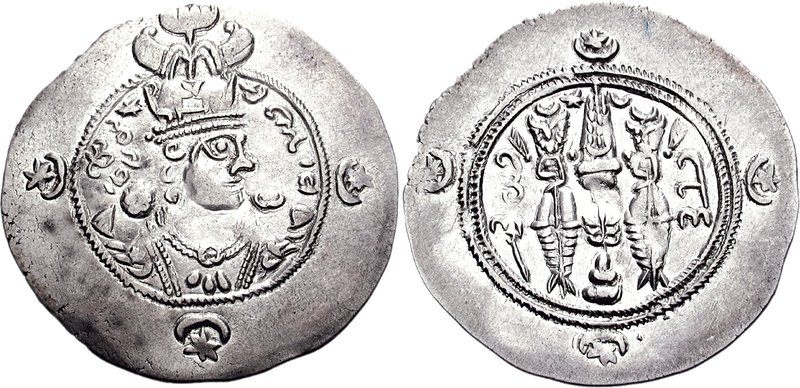
Dracma che ritrae un giovane Yazdgard III

Nel maggio 633, i musulmani sconfissero un contingente sasanide guidato dal nobile Azadbeh vicino all'importante città strategica sasanide di Hira, che fu occupata poco dopo. Dopo la caduta di Hira, Yazdgard iniziò a prestare maggiore attenzione ai musulmani; Rostam Farrokhzād inviò un'armata agli ordini dell'ufficiale militare persiano Bahman Jadhuyeh e dell'ufficiale militare armeno Galinus contro gli aggressori. È noto che Rostam confidò segretamente a Bahman che, «se Galinus farà ritorno comunicando di aver riportato una sconfitta, allora tagliagli la testa». L'esercito sasanide riuscì a sconfiggere i musulmani nella cosiddetta battaglia del Ponte, combattuta nel 634.
Nel 636, Yazdgard III ordinò a Rostam Farrokhzād di sottomettere gli invasori arabi e poi gli disse: «Oggi sei l'uomo [più importante] tra i persiani. Ricorda che il nostro popolo non ha affrontato una situazione [tragica] come questa da sin quando la famiglia di Ardashir I ha assunto il potere». Tuttavia, alcuni emissari si rivolsero a Yazdgard III chiedendogli di prendere in considerazione l'ipotesi di rimuovere Rostam e sostituirlo con qualcuno attorno per il quale il popolo avrebbe combattuto.
Yazdgard III chiese a Rostam di valutare l'entità delle forze arabe accampatesi in Qadisiyyah, nell'odierno Iraq. Rostam Farrokhzād affermò che gli Arabi non erano altro che «un branco di lupi i quali si abbattono su pastori ignari e li annientano». Yazdgard III replicò a Rostam in siffatta maniera:

#### Ultima resistenza

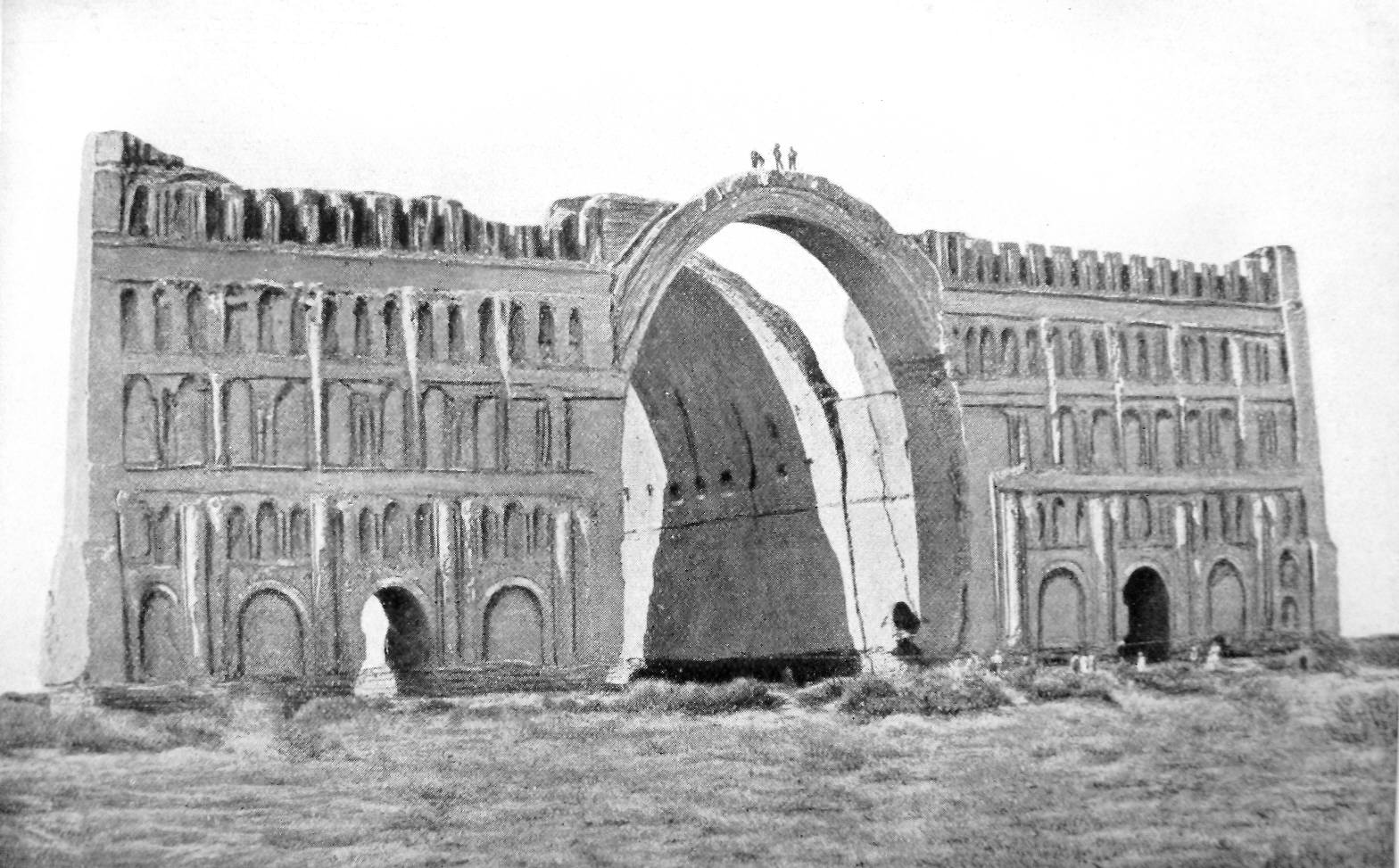
Taq-i Kisra, la facciata del palazzo sasanide nella capitale Ctesifonte. La città si sviluppò in una ricca metropoli commerciale e potrebbe essere diventata la città più popolosa del mondo tra il 570 e il 637

L'esercito sasanide subì una schiacciante sconfitta nella battaglia di al-Qadisiyya, con Rostam, Bahman, Galinus e due principi armeni di nome Grigor II Novirak e Mushegh III Mamicone che perirono durante lo scontro. Gli Arabi marciarono quindi alla volta della capitale sasanide di Ctesifonte senza incontrare alcuna opposizione. Yazdgard prese con sé il tesoro della corona e, insieme a 1.000 dei suoi servi, fuggì a Hulwan, in Media, lasciando il fratello di Rostam Farrokhzād, Farrukhzad, a difendere Ctesifonte. Farrukhzad, tuttavia, non tentò di allestire alcuna resistenza e si recò anch'egli a Hulwan. Quando gli Arabi raggiunsero Ctesifonte, essi cinsero d'assedio le parti occidentali della città e presto la occuparono per intero. La sconfitta riportata nella battaglia di al-Qadisiyyah viene spesso descritta come un punto di svolta nella conquista islamica della Persia. Malgrado su quest'ultimo punto gli studiosi non concordino del tutto, uno degli insegnamenti che lasciò lo scontro riguardò la necessità di accantonare le diatribe interne, pena l'inevitabile collasso dell'impero. Lo storico medievale Ṭabarī sottolinea proprio questa considerazione, affermando che dopo la caduta di Ctesifonte «il popolo [...] stava per prendere strade separate, ma presto essi cominciarono a incitarsi a vicenda: "Se ci si disperde ora, non ci si riunirà mai più; siamo davanti a un punto da svolta da cui dipende il nostro futuro"».
Nell'aprile del 637, gli Arabi sconfissero un altro esercito sasanide nell'ambito della battaglia di Jalula, costringendo Yazdgard ad arretrare ancor di più in Media. Successivamente, egli radunò una nuova armata e la inviò a Nahavand per riprendere Ctesifonte e prevenire qualsiasi altra avanzata dei musulmani. I combattenti sasanidi dovettero sembrare una grave minaccia per la potenza araba, considerando che il califfo ʿOmar decise di congiungere le forze di Kufa e Basra sotto Al-Nu'man ibn Muqarrin e spedirle assieme ad altri rinforzi giunti dalla Siria e dall'Oman contro il nemico. Le fonti riferiscono che lo scontro tra le due fazioni si protrasse per diversi giorni provocando gravi perdite da entrambe le parti, con la morte di Al-Nu'man ibn Muqarrin e dei generali persiani Mardanshah e Piruz Cosroe. L'esito della battaglia di Nihavand del 642 fu decisamente meno incerto e rappresentò la seconda grande disfatta militare subita dai sasanidi dopo al-Qadisiyya.

#### Fuga

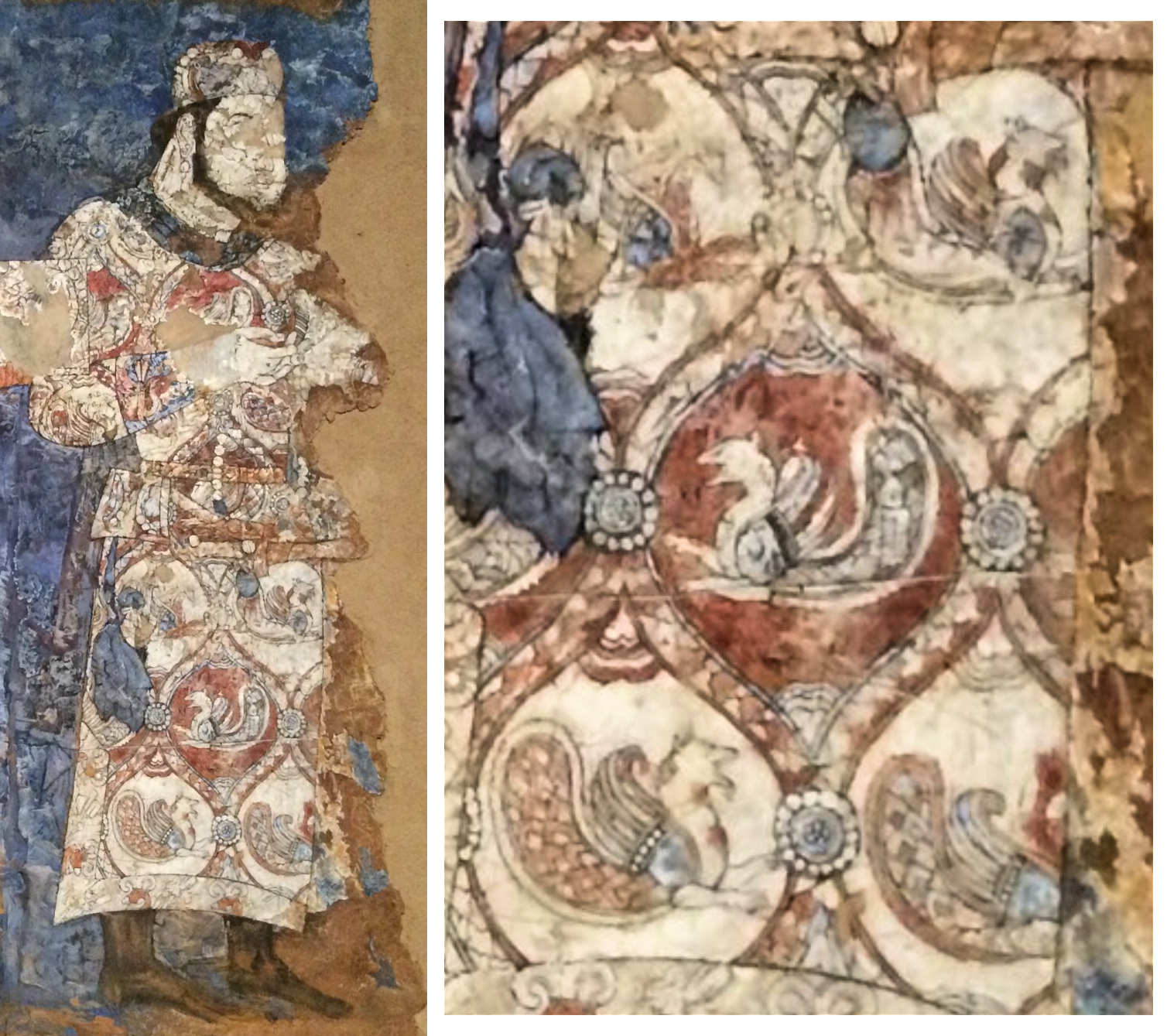
Si è ipotizzato che il visitatore straniero recatosi alla corte del re Varkhuman a Samarcanda nel 648-651, vestito con abiti sontuosi e con simboli simurg, potrebbe essere stato Yazdgard III. Affreschi di Afrasiab, 648-651

Dopo la nuova battuta d'arresto, Yazdgard ripiegò a Esfahan e radunò un piccolo contingente sotto un certo ufficiale militare di nome Siyah, che aveva perso le terre in suo possesso a causa dei soldati arabi. Tuttavia, Siyah e alcuni dei comandanti che gli obbedivano si ammutinarono contro Yazdgard e accettarono di aiutare gli avversari in cambio di un luogo dove vivere. Constatata la drammatica situazione, Yazdgard raggiunse Istakhr, dove provò ad allestire una resistenza nella provincia del Fars. Tuttavia, nel 650, Abdullah ibn Aamir, il governatore di Bassora, invase il Fars e soppresse i focolai di ribelli persiani. Istakhr fu ridotta in rovina dopo la battaglia e una forza di 40.000 difensori, inclusi molti nobili persiani, furono uccisi. A seguito della conquista araba del Fars, Yazdgard fuggì nel Kerman mentre era inseguito da una forza araba, da cui si salvò per via di una tempesta di neve avvenuta nell'Iran sud-orientale.
Dopo essere arrivato a Kirman, sorsero degli attriti tra Yazdgard e il marzban locale (generale di una provincia di frontiera, margravio), evento che lo costrinse a partire ancora, stavolta in direzione del Sakastan. Più tardi arrivò un altro esercito di Bassora che surclassò e uccise il marzban di Kirman nel corso di un sanguinoso combattimento. Quando Yazdgard giunse nel Sakastan, perse il sostegno del governatore locale quando gli chiese che i tributi passassero in capo a lui. Yazdgard si diresse quindi verso Merv per unirsi al capo dei Turchi. Tuttavia, quando si fermò nel Khorasan, gli abitanti non furono d'accordo con la decisione di Yazdgard di continuare a combattere la guerra e gli chiesero invece di stipulare una pace con gli invasori; il sovrano rifiutò senza ripensarci due volte. Il Sakastan fu poi preso di mira dalle forze arabe ed ebbero luogo feroci battaglie intorno al 650-652. Yazdgard ricevette il sostegno del Principato di Çağaniyan, il quale mandò delle truppe per aiutarlo nella sua ardua campagna militare. Quando Yazdgard arrivò nel Merv, nell'odierno Turkmenistan, chiese le tasse al marzban locale, perdendo anche il suo appoggio e costringendolo a cercare il supporto di Nezak Tarkan, il sovrano eftalita del Badghis, che lo aiutò a sconfiggere il sovrano sasanide e i suoi sostenitori.

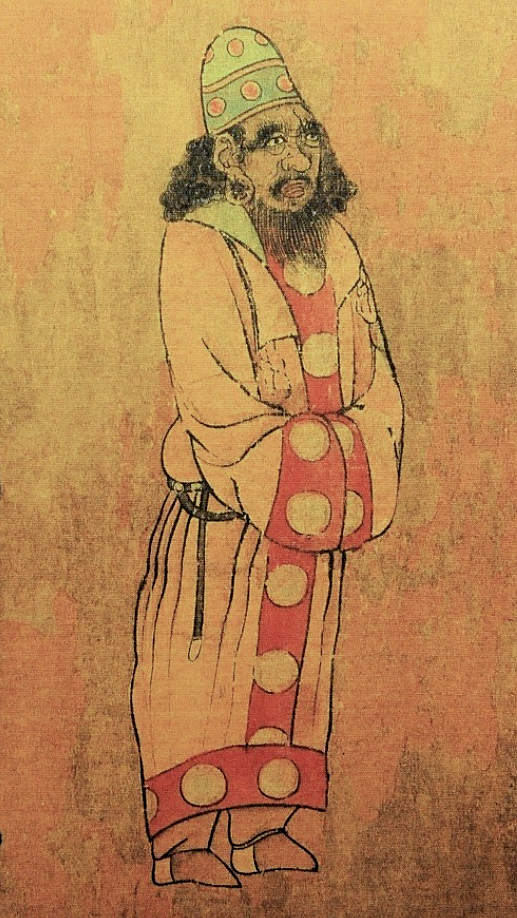
Ambasciatore dalla Persia (波斯國), in visita alla corte della dinastia Tang. I ritratti dell'offerta periodica (王会图), 650 circa

Mentre peregrinava per la Persia, nel 639 Yazdgard III inviò un ambasciatore alla corte cinese dei Tang «allo scopo di offrire un tributo» e domandare il loro aiuto, ma la richiesta non ebbe grande risonanza. Con l'aggravarsi delle sconfitte, lo scià mandò nuovamente degli emissari in Cina, nel 647 e nel 648, desideroso di ottenere «assistenza [d]alla corte cinese e speranzoso di allestire un nuovo esercito». Qualche forma di aiuto sarebbe arrivata solo nel 661, dopo che Peroz III, figlio di Yazdgard, spedì nuovamente degli inviati nel 654 e nel 661. I cinesi stabilirono una «commenda militare persiana» (波斯都督府) nella città di Zābol (疾陵城 Jilingcheng) nel Tokharistan, e Peroz fu nominato comandante militare (都督 Dudu). Solo nel 679 dei guerrieri cinesi avrebbero accompagnato Narsieh, il figlio esiliato di Peroz, per riportarlo al trono sasanide, ma l'esercito si fermò in Tokharistan e invece respinse l'invasione del khan dei Turchi occidentali Ashina Duzhi, lasciando Narsieh a combattere contro gli Arabi musulmani per conto suo nel successivo ventennio.

#### Morte ed eredità
In cerca di un ennesimo luogo sicuro dove poter scappare, Yazdgard cercò rifugio presso un mugnaio vicino a Merv, che, tuttavia, lo uccise nel 651. Secondo Kia, il mugnaio avrebbe assassinato Yazdgard per ottenere i suoi gioielli, mentre Zarrinkub afferma che l'uomo fu spedito da Mahoe Suri, il marzban della città. In ogni caso, la morte di Yazdgard segnò il tramonto definitivo dell'impero sasanide e rese meno difficile la conquista araba del resto della Persia. Tutto il Khorasan fu presto sottomesso dagli Arabi, i quali lo avrebbero sfruttato come base per la conquista islamica della Transoxiana. La dipartita del sovrano coincise con la definitiva dissoluzione dell'ultimo impero di epoca pre-islamica attivo nell'odierno Iran dopo oltre 400 anni di esistenza. Alcuni storici hanno focalizzato l'attenzione su quanto impressionante sia il fatto che l'impero sasanide, una generazione prima, si era spinto per breve tempo fino in Egitto e in Asia Minore, scatenando persino l'assedio di Costantinopoli nel 626, ovvero un trentennio prima di arrendersi a guerrieri arabi poco equipaggiati e avvezzi a schermaglie ravvicinate e guerre nel deserto. La pesante cavalleria sasanide appariva troppo lenta e impacciata per contenerli; a giudizio di Shahbazi, impiegare dei mercenari arabi o combattenti delle tribù orientali del Khorasan e della Transoxiana dotati di equipaggiamenti leggeri avrebbe avuto un successo maggiore.
Secondo la tradizione, Yazdgard fu sepolto dai monaci cristiani in un'alta tomba situata in un giardino decorato con seta e muschio. Il suo funerale e la costruzione di un mausoleo per la sua salma vicino a Merv furono organizzati dal vescovo nestoriano Elijah, rimarcando il fatto che la nonna dello scià, Shirin, era cristiana. Mahoe, in virtù del ruolo da lui giocato nell'assassinio del re, venne punito con il taglio di braccia, gambe, orecchie e naso dai Turchi, che alla fine lo lasciarono morire sotto il cocente sole estivo dell'Asia centrale. Il cadavere di Mahoe fu poi bruciato sul rogo, insieme ai corpi dei suoi tre figli.
I monaci maledissero Mahoe e celebrarono un inno per Yazdgard, piangendo la caduta di un re «combattente» e della «casa di Ardashir I». A prescindere dalla veridicità dell'evento, tale resoconto sottolinea come i cristiani dell'impero rimasero fedeli ai sasanidi zoroastriani, forse anche più dei nobili persiani che avevano abbandonato a se stesso il sovrano. Gli stretti legami tra i defunti sovrani sasanidi e i cristiani si dovettero verosimilmente al fatto che le condizioni dei credenti erano notevolmente migliorate rispetto a quelle degli albori della parentesi sasanide. Secondo una traduzione folkloristica, la moglie di Yazdgard era cristiana, cosi come suo figlio ed erede Peroz III, ritenuto il fautore della realizzazione di una chiesa nella Cina dei Tang, dove aveva trovato rifugio. L'ultimo re a sedere sul trono sasanide è stato ricordato nella storia come un principe martire; molti governanti e ufficiali avrebbero poi affermato di essere suoi discendenti nell'Iran islamico.
(Firdusi, Shāh-Nāmeh)

## Personalità
Yazdgard vantava una buona formazione culturale ed era un uomo abbastanza dotto, ma la sua arroganza, l'eccessivo orgoglio e l'incapacità di comprendere la portata delle problematiche che affliggevano l'impero lo portarono a litigare costantemente con i suoi governatori mentre la sua influenza svaniva inesorabilmente. Quando gli Arabi iniziarono a guadagnare terreno, cominciò il suo lungo pellegrinaggio durante il quale si spostò da una città all'altra. In ogni nuova località, si atteggiò come autorità suprema senza la necessaria umiltà, dimenticando probabilmente di essere stato allontanato dalla corte e di essere braccato dai suoi nemici. Questi atteggiamenti, uniti ai suoi fallimenti militari, gli costarono il sostegno di molti dei suoi sudditi più fedeli.

## Calendario zoroastriano
Il calendario zoroastriano, tuttora in uso, utilizza l'anno di regno di Yazdgard III come anno base, mentre l'era del calendario (il sistema di numerazione degli anni) è accompagnata da una Y.Z. come suffisso.
I magi associano la morte di Yazdgard III alla fine del millennio di Zoroastro e all'inizio del millennio di Oshedar.

### Esplicative
1. ↑  Rostam Farrokhzād era figlio di Farrukh Ormisda e gli subentrò nella guida del gruppo dei Pahlav nel 631, quando suo padre fu ucciso dopo aver usurpato per breve tempo il trono sasanide.

### Bibliografiche
1. ↑  Shahbazi (2003).
2. 1 2  Kia (2016), p. 284.
3. 1 2 3 4 5  Shahbazi (2005).
4. ↑  Pourshariati (2008), p. 185.
5. ↑  Pourshariati (2008), p. 218.
6. ↑  Pourshariati (2008), p. 219.
7. ↑  Daryaee (2010), p. 51.
8. ↑  Frye (1983), p. 171; Kia (2016), p. 284; Pourshariati (2008), p. 257.
9. 1 2 3 4 5 6 7 8  Morony (1986), pp. 203-210.
10. 1 2  Rezakhani (2019), p. 242.
11. ↑  Daryaee (2014), p. 36.
12. 1 2  Pourshariati (2008), pp. 221-222.
13. ↑  Daryaee (2010), pp. 48-49.
14. 1 2  Kia (2016), pp. 284-285.
15. ↑  Daryaee (2014), p. 37.
16. 1 2  Pourshariati (2008), p. 217.
17. ↑  Ṭabarī (a), p. 44.
18. 1 2  Pourshariati (2008), p. 224.
19. ↑  Ṭabarī (a), p. 43.
20. ↑  Cearley (2006), p. 103.
21. ↑  Zarrinkub (1975), p. 12.
22. ↑  Pourshariati (2008), p. 234.
23. ↑  Pourshariati (2008), pp. 234-235.
24. ↑  Pourshariati (2008), p. 235.
25. ↑  Baumer (2018), p. 243.
26. ↑  Pourshariati (2008), p. 239.
27. 1 2 3 4  (EN) Xiuqin Zhou, Zhaoling: The Mausoleum of Emperor Tang Taizong (PDF), in Sino-Platonic Papers, n. 187, University of Pennsylvania, 2009,  pp. 155-156.
28. 1 2  Kia (2016), p. 285.
29. ↑  Zarrinkub (1975), p. 25.
30. ↑  Shahbazi (1986), pp. 489-499.
31. ↑  (EN) Azar Nafisi, Yazdegerd viene ucciso dal mugnaio, in Yazdegerd is killed by the miller, Penguin Publishing Group, 2016,  pp. 1010-1028.
32. 1 2  Payne (2015), pp. 199-200.
33. ↑  Compareti (2009).
34. ↑   The Shah-Namah of Fardusi, traduzione di Alexander Rogers,  p. 547.
35. ↑  (RU) Sergei Borisovič Daškov, Re dei Re - Sassanidi. III-VII-secoli-Iran nelle leggende, nelle cronache storiche e negli studi moderni, SMI-Asia, 2008,  pp. 201-206.
36. ↑  (EN) The Lalis, su Zoroastrian Calendar. URL consultato il 5 agosto 2022.

### Fonti primarie
- (EN) Ṭabarī, The Battle of al-Qadisiyyah and the Conquest of Syria and Palestine, traduzione di Yohanan Friedmann, Albany, State University of New York Press, 1992, ISBN 0-7914-0734-9.
- (EN) Ṭabarī, The Challenge to the Empires, traduzione di Khalid Yahya Blankinship, State University of New York Press, 1993,  p. 222, ISBN 0-7914-0852-3.

### Fonti secondarie
- (EN) Christoph Baumer, History of Central Asia, The: 4-volume set, Bloomsbury Publishing, 2018, ISBN 978-18-38-60868-2.
- (EN) Gary Dale Cearley, Thou Shalt Not Bear False Witness: The Truth about the Vatican and the Birth of Islam, Lulu.com, 2006.
- (EN) Matteo Compareti, Chinese-Iranian relations xv. The last Sasanians in China, in Encyclopaedia Iranica, 2009.
- (EN) Touraj Daryaee, Ancient and Middle Iranian studies: proceedings of the 6th European Conference of Iranian Studies, held in Vienna, 18-22 September 2007, in When the End is Near: Barbarized Armies and Barracks Kings of Late Antique Iran, Iranica, Harrassowitz, 2010,  pp. 43-52, ISBN 978-34-47-06422-4.
- (EN) Touraj Daryaee, Sasanian Persia: The Rise and Fall of an Empire, I.B.Tauris, 2014, ISBN 978-0-85771-666-8.
- (EN) Richard N. Frye, The political history of Iran under the Sasanians, in Ehsan Yarshater, The Cambridge History of Iran, 3(1): The Seleucid, Parthian and Sasanian Periods, Cambridge, Cambridge University Press, 1983, ISBN 0-521-20092-X.
- (EN) Dosabhai Framji Karaka, History of the Parsis: including their manners, customs, religion, and present position, vol. 1, Macmillan and co., 1884, ISBN 0-404-12812-2.
- (EN) Hugh Kennedy, The Prophet and the Age of the Caliphates: The Islamic Near East from the 6th to the 11th Century, 2ª ed., Harlow, Longman, 2004, ISBN 978-0-582-40525-7.
- (EN) Mehrdad Kia, The Persian Empire: A Historical Encyclopedia, ABC-CLIO, 2016, ISBN 978-16-10-69391-2.
- M. Morony, ʿArab ii. Arab conquest of Iran, in Encyclopaedia Iranica, II, Fasc. 2, 1986,  pp. 203-210.
- (EN) Richard E. Payne, A State of Mixture: Christians, Zoroastrians, and Iranian Political Culture in Late Antiquity, Univ of California Press, 2015, ISBN 978-05-20-29245-1.
- (EN) Parvaneh Pourshariati, Decline and Fall of the Sasanian Empire: The Sasanian-Parthian Confederacy and the Arab Conquest of Iran, I.B. Tauris, 2008, ISBN 978-1-84511-645-3.
- (EN) Khodadad Rezakhani, The End of Sasanian Rule: The Center and Periphery of Ērānšahr in the Seventh Century, in Studi sulla Persia Sasanide e suoi rapporti con la civiltà attigue, Bologna, Persiani, 2019,  pp. 229-255.
- (EN) A. Shapur Shahbazi, Army i. Pre-Islamic Iran, in Encyclopaedia Iranica, II, Fasc. 5, Londra e New York, 1986,  pp. 489-499.
- (EN) A. Shapur Shahbazi, Yazdegerd I, in Encyclopaedia Iranica, 2003.
- (EN) A. Shapur Shahbazi, Sasanian Dynasty, in Encyclopædia Iranica, 2005.
- (EN) Abd al-Husain Zarrinkub, The Arab conquest of Iran and its aftermath, in The Cambridge History of Iran, 4: From the Arab Invasion to the Saljuqs, Cambridge, Cambridge University Press, 1975,  pp. 1-57, ISBN 978-0-521-20093-6.